# Tankstelle Kirschweg Ecke Leipziger Chaussee

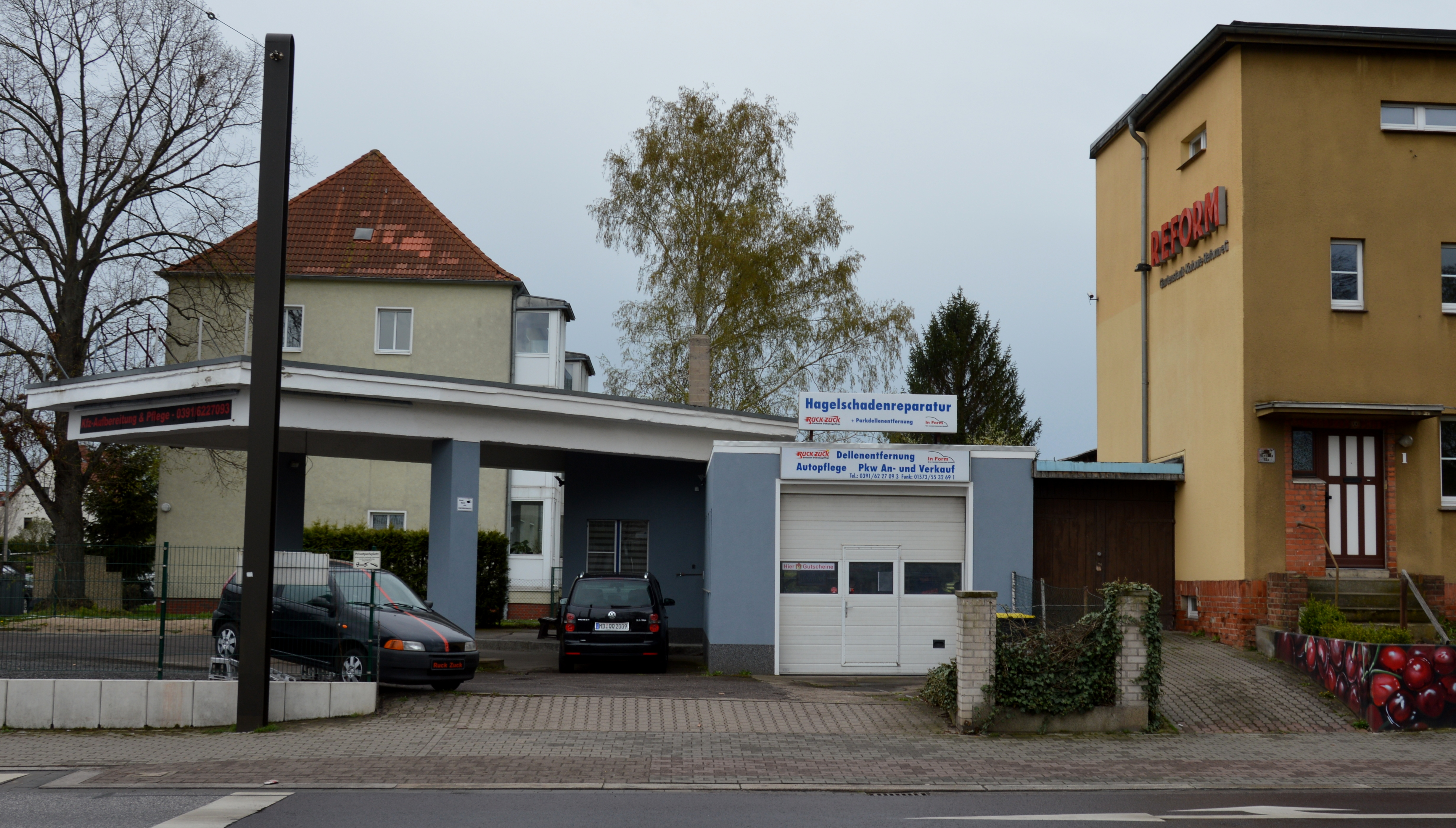
Tankstelle Kirschweg Ecke Leipziger Chaussee

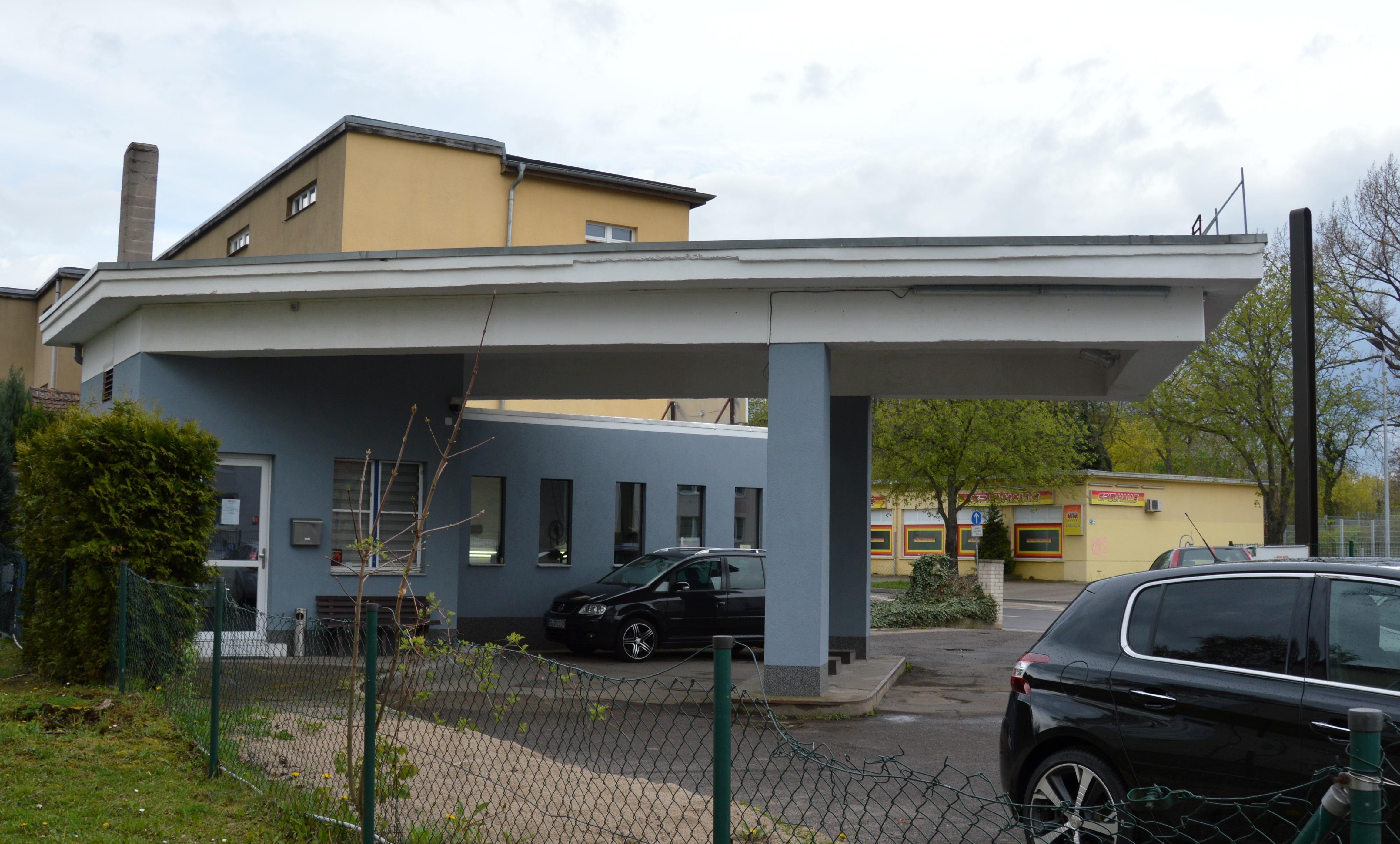
Blick von Süden

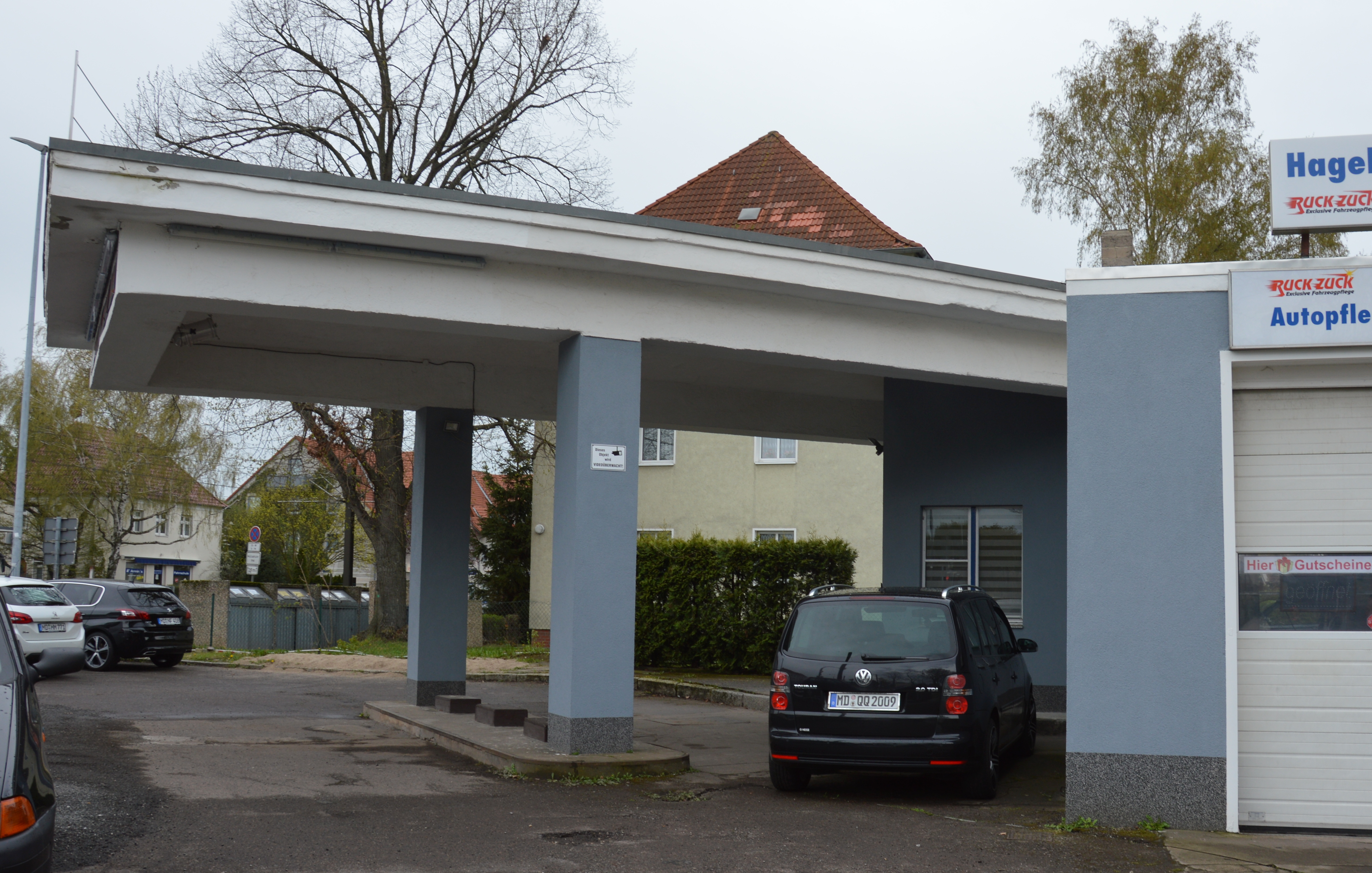
Blick von Norden

Die Tankstelle Kirschweg Ecke Leipziger Chaussee ist eine denkmalgeschützte ehemalige Tankstelle im Magdeburger Stadtteil Reform in Sachsen-Anhalt.

## Lage
Die Tankstelle befindet sich an der Einmündung des Kirschwegs auf die Leipziger Chaussee.

## Architektur und Geschichte
Die kleine Tankstelle wurde im Jahr 1936 in moderner Gestaltung unmittelbar an der von Magdeburg in Richtung Leipzig führenden Ausfallstraße errichtet. Die Anlage besteht aus einem Tankwärterhaus vor dem sich eine weit vorkragende Tankhalle befindet. Das Dach der Halle ruht auf zwei vierkantigen Pfeilern. Das Tankwärterhaus ist auf einem dreieckigen Grundriss errichtet, dessen Spitze in südwestliche von der Tankhalle abgewandten Richtung weist. Nach Norden geht vom Tankwärterhaus ein Werkstattflügel ab.
Die Gestaltung der Tankstelle erfolgte zeittypisch funktional in moderner Formensprache und lässt Bezüge zu expressiven Momenten der Architektur in den 1920er und 1930er Jahren erkennen. Die Anlage gilt als städtebaulich gute Lösung und Fortsetzung der benachbarten Zeile von mit Flachdächern gedeckten Wohnhäusern nach Osten. Die Tankstelle wird als kultur- und wirtschaftsgeschichtlich bedeutendes Zeugnis für die neue Baugattung Tankstelle zum Beginn der Automobilisierung der Gesellschaft sehen.
Im örtlichen Denkmalverzeichnis ist die Tankstelle unter der Erfassungsnummer 094 71038 als Baudenkmal verzeichnet.
Die Nutzung als Tankstelle besteht nicht mehr, die Zapfanlage ist entfernt. Derzeit (Stand 2016) wird die Anlage für Werkstattzwecke genutzt.